# Rat épineux à tête blanche
Echimys chrysurus
Espèce
Statut de conservation UICN

 LC  : Préoccupation mineure
Le Rat épineux à tête blanche (Echimys chrysurus) est une espèce de rongeurs de la famille des Echimyidae. Ce rat épineux est encore abondant.
Cette espèce a été décrite pour la première fois en 1780 par le zoologiste allemand Eberhard August Wilhelm von Zimmermann (1743-1815).